# Dmitri Moor
Dimitri Stakhievitch Orlov (en russe : Дмитрий Стахиевич Орлов), connu sous son pseudonyme Dimitri Moor, est un illustrateur, un graphiste, un affichiste et un professeur russe puis soviétique né le 22 octobre 1883 à Novotcherkassk dans l'Empire russe et mort le 24 octobre 1946 à Moscou en Union soviétique. Il apparaît également sous le nom de Petro Kälin.

## Biographie
Fils d'un ingénieur des mines, Dmitri Moor fit des études de mathématiques, de physique et de droit à l'université de Moscou, ville où ses parents s'étaient installés en 1898. Au cours de ses études, il rejoignit de jeunes révolutionnaires avec lesquels il participa à la préparation de l'insurrection armée de décembre 1905.
Il débuta dans la vie active comme typographe dans une imprimerie dans le «regroupement» rural Mamontovskoïe (ru) dans la banlieue de Moscou, laquelle devint une entreprise d'État après 1917, expérience qui allait lui fournir un bagage culturel bien utile pour mettre en œuvre ses créations ultérieures. En 1907, bien qu'il n'ait pas eu de formation artistique, ses esquisses de ministres tsaristes attirèrent l'attention du directeur du journal satirique du soir Le Réveil-matin qui décida de les publier. C'est à cette occasion qu'il abandonna le pseudonyme « Dor » pour prendre celui de « Moor » en hommage au héros principal, le comte Maximilien de Moor, de la pièce Les Brigands de Schiller et aussi pour ne pas être confondu avec un homonyme qui n'acceptait pas cette source de confusion. D'autres journaux satiriques comme Le Mot russe, Le Matin de la Russie, firent appel à son talent influencé par les caricatures style jugendstil de Thomas Theodor Heine, illustrateur du Simplicissimus, qu'il avait étudiées. Il travailla en amateur de 1908 à 1917 au Le Réveil-matin où ses satires surpassèrent semble-t-il celles du Satirikon de Saint-Pétersbourg.
En 1910, il entra dans l'atelier de l'artiste Piotr Ivanovitch Keline (ru) 1 pour y étudier. En 1912, il dessina une série de caricatures d'artistes et de personnalités publiques costumées ; suivirent des affiches publicitaires pour des concerts, des films muets tels que Le Voleur, Brûlé par le soleil, Litiges. En 1918, il participa à l'exposition Cercle d'Art « Environnement »  et conçut les décorations de la fête organisée à Moscou pour la célébration du 1er anniversaire de la révolution d'Octobre. En 1919, il exposa pour la troisième fois et débuta sa collaboration avec les Izvestia pour y réaliser des illustrations. La même année, il participa à la création de Rosta Windows, l'agence télégraphique russe où pendant la guerre civile il créa plus de cinquante affiches politiques tout en assurant la fonction d'agitateur politique dans les trains. Ses illustrations étaient souvent bicolores, noir et rouge: le noir pour les capitalistes et les vêtements des prêtres, le rouge pour les drapeaux et les vêtements des révolutionnaires. En 1920, il y eut une grande famine dans le bassin de la Volga: à cette occasion il réalisa une célèbre affiche, qui pourrait constituer un idéogramme de la faim tant elle est dépouillée à l'instar des victimes du fléau. Cette œuvre placée à l'entrée des lieux de culte devait faciliter l'acceptation par les fidèles la confiscation des richesses de l'église orthodoxe en faveur des sinistrés. La même année il entra à la Pravda où il resta jusqu'en 1930. Toujours en 1920, il entra aux Ateliers supérieurs d'art et de technique, Vkhoutemas, où il resta jusqu'en 1930 pour y enseigner le graphisme. En 1922 ce fut deux autres célèbres magazines qui l'engagèrent: le Krokodil, un magazine satirique, et une revue destinée aux soldats L'Armée rouge pour des illustrations. De 1924 à 1925, il travailla au magazine Dans la machine et de 1923 à 1928, il fut directeur artistique du magazine Athée,, qui devint très populaire, au point qu'en URSS on pouvait en trouver un exemplaire dans chaque librairie, dans chaque bibliothèque, dans chaque village. Cette revue eut aussi du succès à l'étranger malgré les obstacles qu'inventèrent ses détracteurs. En 1925, les lecteurs du magazine fondèrent la Société des athées militants qui rassembla en 1925, trois millions d'adhérents dans un pays où la religiosité était profondément ancrée dans les mentalités, le patrimoine et les structures sociales. Encore en 1925, il participa à une exposition au salon international d'Art et des Arts décoratifs à Paris puis en 1926 à une première exposition de graphismes et l'année suivante à une exposition d'affiches révolutionnaires à Berlin. De 1928 à 1932 il fut membre du groupe octobre. En 1930, il participa à deux expositions : une sur des thèmes révolutionnaires soviétiques et l'autre avec des graphismes, des affiches, des dessins et des livres à Dantzig. Simultanément, il rentra au ministère de la lithographie à l'institut polygraphique de Moscou où il resta jusqu'en 1932. De 1932 à 1933 il fut partie prenante dans une exposition d'affiches, de graphismes, d'illustrations de livres pour enfants et de photographies à Chicago.
Toutes ces responsabilités, ces activités dans les grands médias de l'époque, les journaux et les magazines, sa fonction d'enseignant, lui valurent d'être élu au présidium de l'académie nationale des arts de l'affiche en 1931 et la même année de recevoir le titre honorifique des travailleurs d'Art. En 1935, il fut honoré par la ville de Moscou.
De 1939 à 1943, il fut enseignant à l'Institut d'Art de Moscou Vassili Sourikov (ru), section affiche (en 1933), où il eut pour élèves Aminadav Moïseïevitch Kanevski (ru), Vitali Nikolaïevitch Goriaïev (ru), Alekseï Alekseïevitch Kokorekine (ru), Fiodor Pavlovitch Rechetnikov (ru), Boris Prorokov, les Koukryniksy,…
Alors que de 1920 à 1930, accaparé par son travail de propagande anti-religieuse, il n'avait guère produit d'affiches politiques, la Grande Guerre patriotique relança son activité dans ce domaine pour dénoncer l'atroce barbarie de l'occupant allemand.
Il écrivit plusieurs articles sur l'élaboration de la ligne soviétique dans l'art de l'affiche et de la caricature et vingt et un ans après sa disparition, son autobiographie Moi, un bolchévique fut publiée.

## Œuvres
1913
- Illustrations pour le livre Chiki, Chiki la pie, livre pour enfants

1914
- Kozma harponne les allemands. Lithographie. 42 × 31,3 cm. Musée d'histoire de Moscou.
- Soupe épaisse du diable. Lithographie. Musée d'histoire de Moscou[4]

1917
- La Couronne 1917. Citoyen prenez la couronne : elle n'est plus nécessaire à la Russie. Allusion à l'abdication de Nicolas II en faveur de son frère Michel Alexandrovitch de Russie qui renonça à la couronne le lendemain. Illustration pour le magazine satirique Le Réveil-matin du 11 décembre 1917. (voir vignette)
- Affiche pour le film Le Voleur, drame en 4 actes réalisé par Mikhaïl Mikhaïlovitch Bontch-Tomachevski (ru) en 1916. (voir vignette)
- Le Passé de notre village. Du magazine satirique Le Réveil-matin du 20 mars 1917. Opposition entre le clergé dont des prêtres et des moines bien gras, ivres, sont sortis de leur imposant monastère pour s'amuser avec une fille tandis que des enfants en haillons et pour la plupart pieds nus s'éloignent d'un village avec des bâtons. (voir vignette)
- Coupe de cheveux. Du magazine satirique Будильник (Le Réveil) no 18 d'avril 1917. Le millionnaire, probablement Pavel Pavlovitch Riabouchinski (ru), l'un des sept frères Riabouchinski, se fait couper les cheveux par le ministre de l'industrie du gouvernement provisoire Aleksandr Ivanovitch  Konovalov (ru). Voici en résumé la substance d'un commentaire qui est consacré à cette caricature : L'économie russe est épuisée par la croissance de la production militaire qui atteint les 2/3 de la production industrielle du pays. Le gouvernement provisoire accepte la proposition du ministre du commerce et de l'industrie : prélever sur les bénéfices des entreprises d'armement et de fournitures militaires pour affecter les fonds obtenus à d'autres secteurs. Cette illustration est une allusion à Samson qui perd sa force lorsque la philistine Dalila lui coupe les cheveux. Ici le pseudo Samson supplie le ministre de ne pas trop en couper. (voir vignette)

1918
- Naguère il y avait peu de travailleurs et beaucoup d'oisifs ; maintenant, celui qui ne travaille pas ne mange pas[5].

1919
- Le commandant de l'armée blanche piétine les civils morts. 87 × 66 cm[6].
- En première ligne contre Wrangel[7].
- La Russie soviétique est assiégée. Tout le monde à la Défense !. Lithographie en couleur. 70 × 92 cm. Moscou, RVSR édition Littérature (Département de la gestion politique).
- Ci-dessous : ceux qui sont contre les soviets. 40,6 × 30,9 cm[8].
- Debout ! Nous n'abandonnerons pas Petrograd. Lithographie en couleurs. 70 × 104 cm. Moscou, RVSR édition Littérature (Département de la gestion politique)[9].
- Serment solennel : celui que l'on doit faire en entrant dans la RKKA, l'Armée rouge des ouvriers et des paysans. Lithographie en couleur.
- Tribunal populaire. Lithographie.
- Le Tsar et les régiments de l'Armée rouge. Lithographie en couleur. 54 × 72 cm. Moscou, RVSR édition Littérature (Département de la gestion politique).
- Mort à l'impérialisme mondial. Lithographie en couleurs. 70 × 106 cm. Moscou, RVSR édition Littérature (Département de la gestion politique)[10].
- L'ennemi est aux portes ! Il apporte l'esclavage, la faim et la mort ! Il faut détruire la vermine noire ! Tout le monde à son poste de défenseur ! En avant !. Lithographie en couleurs, 70 X 106 cm. RVSR édition Littérature (Département de la gestion politique).
- Prolétaires de tous les pays, unissez-vous[11].
- Soldat verse ton sang pour les travailleurs et les paysans de la Révolution. Ils se privent du nécessaire jusqu'à leur chemise. Protège les. Lithographie. 53 × 76 cm.

1920
- Cosaques vous n'avez qu'une seule voie : travailler pour la Russie. Lithographie. 66 × 50 cm.
- Déserteur, serre moi la main. Lithographie. 52,5 × 67 cm.
- Les prêtres soutiennent les capitalistes et se mettent en travers du chemin des travailleurs. Écartez les ![12].
- Tout ce que vous donnez sera remis en état et ira à l'armée rouge. 36 × 54 cm.
- Le mystère du Christ[13].
- La bataille décisive[14].
- Un capitaliste sournois arrêté aux portes de l'URSS. Aquarelle, encre et crayon sur carton. 26,6 × 23,4 cm.
- Une journée rouge se lève. Encre, crayon et aquarelle sur papier. 29,2 × 20,9 cm.
- Le capitalisme et le militarisme allemands sont de grands copains. Encre, crayon et pastel sur carton.
- Cosaques ils vont vous contraindre à commettre un acte terrible contre les travailleurs; cosaques retournez votre cheval pour affronter le véritable ennemi, le parasite !. Lithographie. 68,5 × 49,5 cm.
- Les capitalistes vont déménager votre outil de travail et l'installer là où la main d'œuvre est bon marché ce qui va entraîner un chômage élevé. Encre et crayon sur carton.
- Cosaques : vous avez battu tsars et boyards, maintenant battez le général Piotr Nikolaïevitch Wrangel.
- Le 1er mai fête du travail[15].
- Le 1er mai est la journée de Subbotnik de toute la Russie.
- Un cadeau-Rouge pour un maître blanc (propriétaire polonais). Lithographie en couleur. 54 × 70 cm. Moscou, RVSR édition Littérature  (Département de la gestion politique).
- À l'aube de la révolution mondiale. Lithographie en couleur. Bibliothèque Lenine à Moscou.
- Un navet soviétique. Monsieur Capital se penche sur le navet et dit : « Je vais sortir de telle manière que personne ne me voie ». Le navet est une allusion à un conte pour enfants du folklore russe.
- T’es-tu porté volontaire ?. Lithographie bicolore. 70 X 106 cm. Moscou, RVSR édition Littérature (Département de la gestion politique).
- Le chat peut manger l'oiseau qui chante trop tôt. lithographie en couleur. 52 «»X 70 cm. Moscou, RVSR édition littérature (Département de la gestion politique).
- Wrangel est encore vivant, il faut l'achever sans pitié !. lithographie en couleur. 72 × 54 cm. Moscou, Bibliothèque Lenine[16].
- Octobre 1917 - Octobre 1920. Vive Octobre Rouge universel. Lithographie bicolore. 69 × 106,6 cm. Moscou, collection privée.
- Juillet : Bienvenue, Camarades ! Vive la 3e internationale. Lithographie en couleur.
- Cosaque, avec qui es-tu, eux ou nous ?. Lithographie en couleurs. 70 × 106 cm. Moscou, RVSR édition littérature (Département de la gestion politique)[17].
- Le capitalisme dévore tout. Encre et aquarelle sur papier.
- Avant, un à la charrue et sept avec une cuillère et maintenant celui qui ne travaille pas ne mange pas. Lithographie. 45,7 × 33 cm.
- Camarades, on fêtera Octobre Rouge avec le fusil et le marteau[18].
- Le soldat rouge n'est pas fourni en chaussures et en vêtements. 83 × 57 cm.
- Le plus ancien des Dieux !. Lithographie. 70 × 52 cm.

1921
- Le chemin sanglant de la lutte est terminé. Lithographie. 34,2 × 105,4 cm.
- Au secours !. Lithographie. 107 X 71 cm. Moscou, Bibliothèque Lenine.
- Pour les peuples du Caucase Lithographie en couleur. Moscou, RVSR édition littérature (Département de la gestion politique). Collection privée, Moscou.
- Noël, une fête pour les riches. Lithographie en couleur. 108 X 72 cm, Gosizdat.
- Soyez sur vos gardes.

1921-1922
- L'affiche du livre Histoire du monde[19].

1922
- La famine étrangle la Russie[20].

1923
- Le 1er janvier : Illustration pour la couverture du premier numéro du magazine Crocodile. 25,5 × 22 cm. Aquarelle et encre de chine[21].

1924
- Illustrations pour Mutinerie de Alexandre Serafimovitch

1925
- Affiche pour le 1er mai. 22 × 34,7 cm[22]

1926
- L'église orthodoxe russe protectrice du capitalisme. 69 × 53 cm[23].

1929
- L'émulation socialiste[24].
- Illustrations pour La Puissance de la terre de Gleb Ouspenski
- Illustrations pour La dispute, un poème d'Heinrich Heine

1930
- Les corbeaux préparent un raid préventif sur l'URSS.
- Illustrations pour Joyeuses histoires de l'histoire sainte d'Anton Loguinov (né Mikhaïl Ossipovitch Loguinov].

1931
- Gloire au 1er mai. L'URSS montre la voie du communisme. 114 × 118 cm. 4 panneaux de 72 X 59 cm chacun légendés par un poème de Demian Bedny.
- Le pain est notre pouvoir.
- Illustrations pour Qui sont-ils ?. Le monde capitaliste en 100 portraits politiques dont John Pierpont Morgan, Henry Ford, Nelson Rockefeller, Andrew Mellon édité à Moscou par Krestianskaya gazeta.

1932
- Liberté pour les prisonniers de Scottboro !. Lithographie. 102,8 × 73 cm.
- Illustrations pour Fortune avec Diego Rivera[25].
- Nous avons démasqué les plans anti-soviétiques des capitalistes et de l'église. 100 × 69 cm.

1934
- L'armée rouge garde les porcs capitalistes dans leur enclos. Encre sur carton. 21,5 × 34,9 cm.

1937
- Camarade nous avons besoin de toi ! As-tu signé pour aider notre mère patrie. Lithographie. 103,5 × 67,9 cm.

1938
- Illustrations pour Rouslan et Lioudmilla, poème d'Alexandre Pouchkine
- Illustrations pour Le feu d'Henri Barbusse
- Longue vie à notre peuple, invincible armée rouge.

1940
- Illustrations pour Bon de Vladimir Maïakovski
- Porcs nazis arrêtés aux portes du Kremlin par l'Armée rouge. Encre, crayon et aquarelle sur carton. 26 × 23,5 cm.

1941
- Que faites-vous pour le front ?.
- Rappelez-vous leur visage pour quatre potences.

1943
- L'animal est blessé. Nous allons en finir avec la bête nazie. Lithographie. 66 × 50 cm.

1944
- Illustrations pour La parole du menteur (?) de Vladimir Maïakovski
- Illustrations pour Le dit de la campagne d'Igor
- Illustrations pour Un triomphe du style

### Œuvres dont les dates n'ont pas été trouvées
- кино Nevermore афиша : affiche pour le film Plus jamais. Antérieur à la Révolution. (voir vignette)
- кино Тихо афиша : affiche pour le film Sereinement, il s'en est allé. Antérieur à la Révolution. (voir vignette)
- кино Убийца афиша сепия : affiche pour le film L'Assassin. Antérieur à la Révolution. (voir vignette)
- caricature de Ribakov. 37 × 28 cm.
- Camarades musulmans ! Sous la bannière verte du prophète vous êtes allés à la conquête de vos steppes, de vos aouls car les ennemis du peuple ont pris vos champs. Maintenant sous l'étendard rouge de la révolution conduite par les travailleurs et les paysans, sous l'étoile de l'Armée de tous les opprimés qui étaient réduits en esclavage, d'Est en Ouest, du nord au Sud, unissons-nous. En selle camarades ! À tous les régiments du VSEOBUCH. Lithographie en couleur.
- L'URSS un des pays les plus grands du monde.
- Staline : « Ainsi les plans quinquennaux ont montré que la classe ouvrière est aussi compétente pour la construction d'un monde nouveau que pour la destruction de l'ancien ». 109,5 × 69 cm.
- Gloire au vainqueur : le soldat de l'armée rouge. 71,5 × 54 cm.
- Construire la santé publique est la cause commune des travailleurs.
- Travailleurs, rejoignez la Croix-Rouge !.
- Seule l'Armée rouge va vous donner du pain. Collection du musée d'histoire d'Oulianovsk.
- À gaucheContre la classe des exploiteurs, à droite L'internationale des travailleurs en anglais et en russe.
- Éradiquer la tuberculose[26].
- Les enfants et le monument.
- L'école Goebbels. Gouache, encre, craie et papier mâché pour le masque[27].
- Il n'aime pas. Gouache, encre, craie, papier mâché pour le masque[28].
- Hitler, le cannibale. Gouache, encre, craie, papier mâché pour le masque[29].
- Surchargé avec trois, ne prenez pas les deux autres. Au premier plan, dans les brancards Piotr Nikolaïevitch Wrangel. L'entente joue le rôle de l'iemschik, au centre de la télègue la figure du bourgeois et à l'arrière celle du propriétaire. Le tsar qui a encore sa couronne se maintient sur l'arrière du châssis  tandis qu'à l'extrême droite Alexandre Koltchak et le Leninisme? tombent à la renverse[30].
- Le Christ est ressuscité. Lithographie. 71 × 103 cm.

## Iconographie

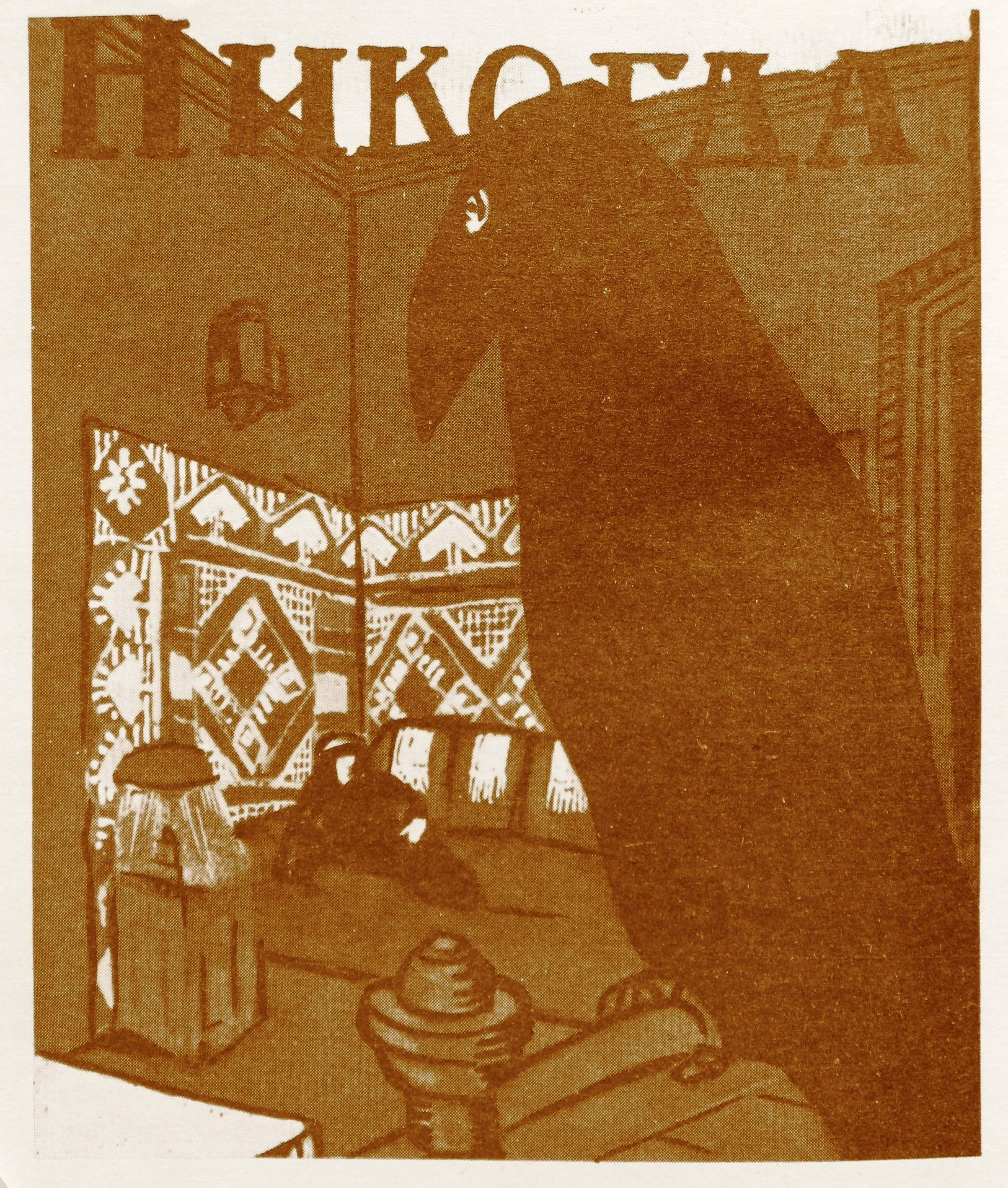
Entre 1910 et 1917 : affiche sépia pour le film Jamais.
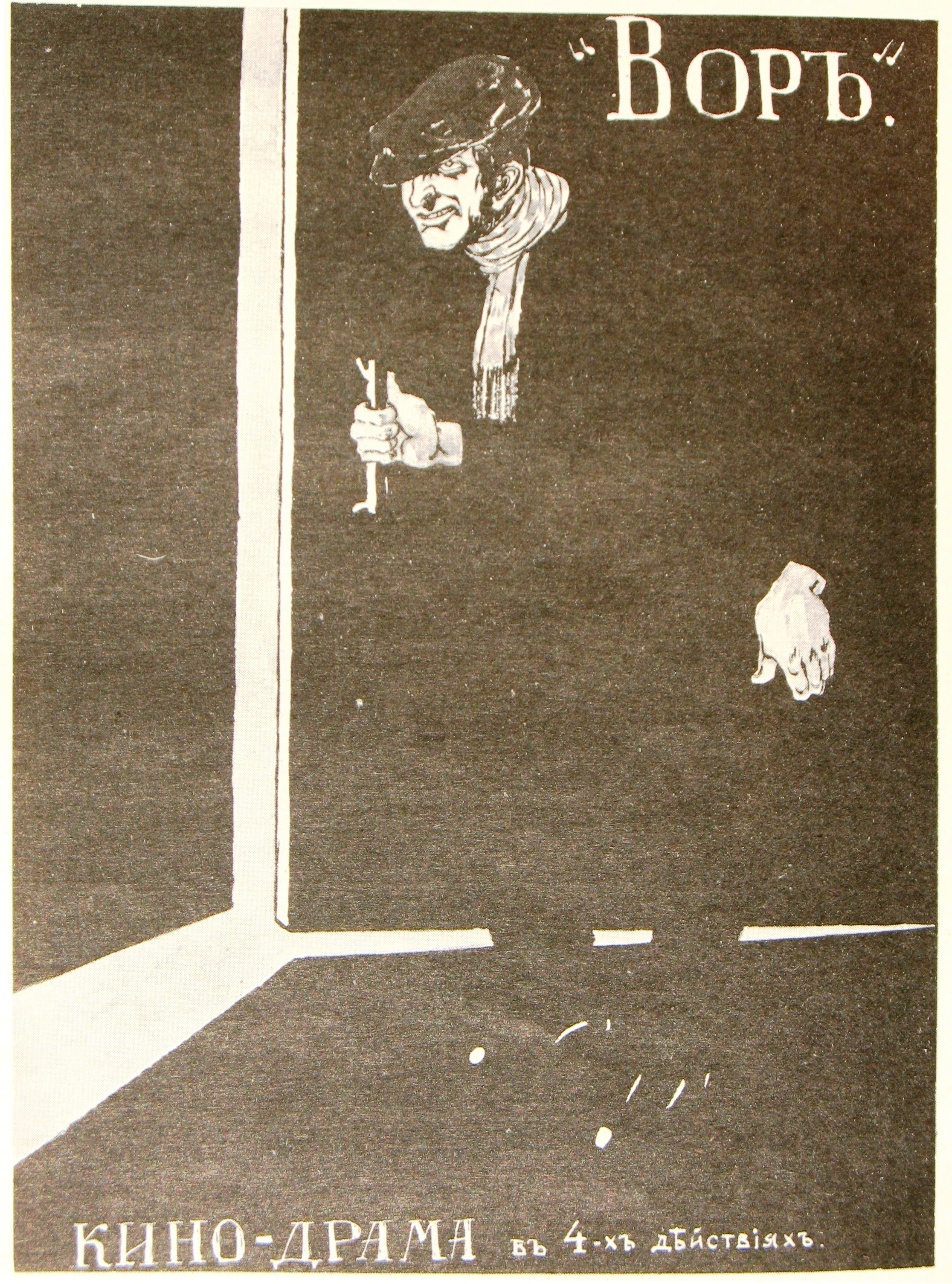
Entre 1910 et 1917 : affiche pour le film dramatique en 4 actes Le Voleur.
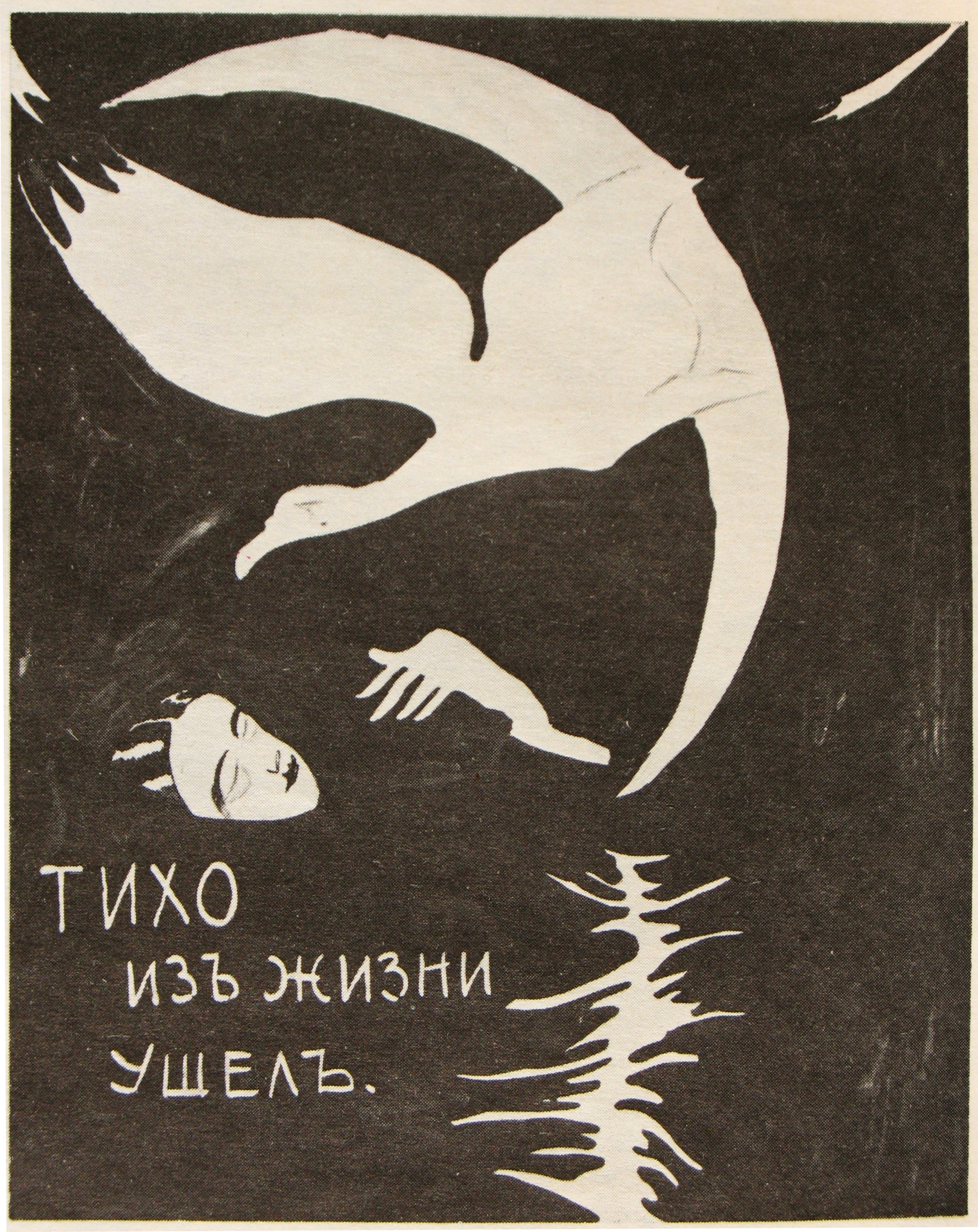
Entre 1910 et 1917 : affiche pour le film Mort en paix.
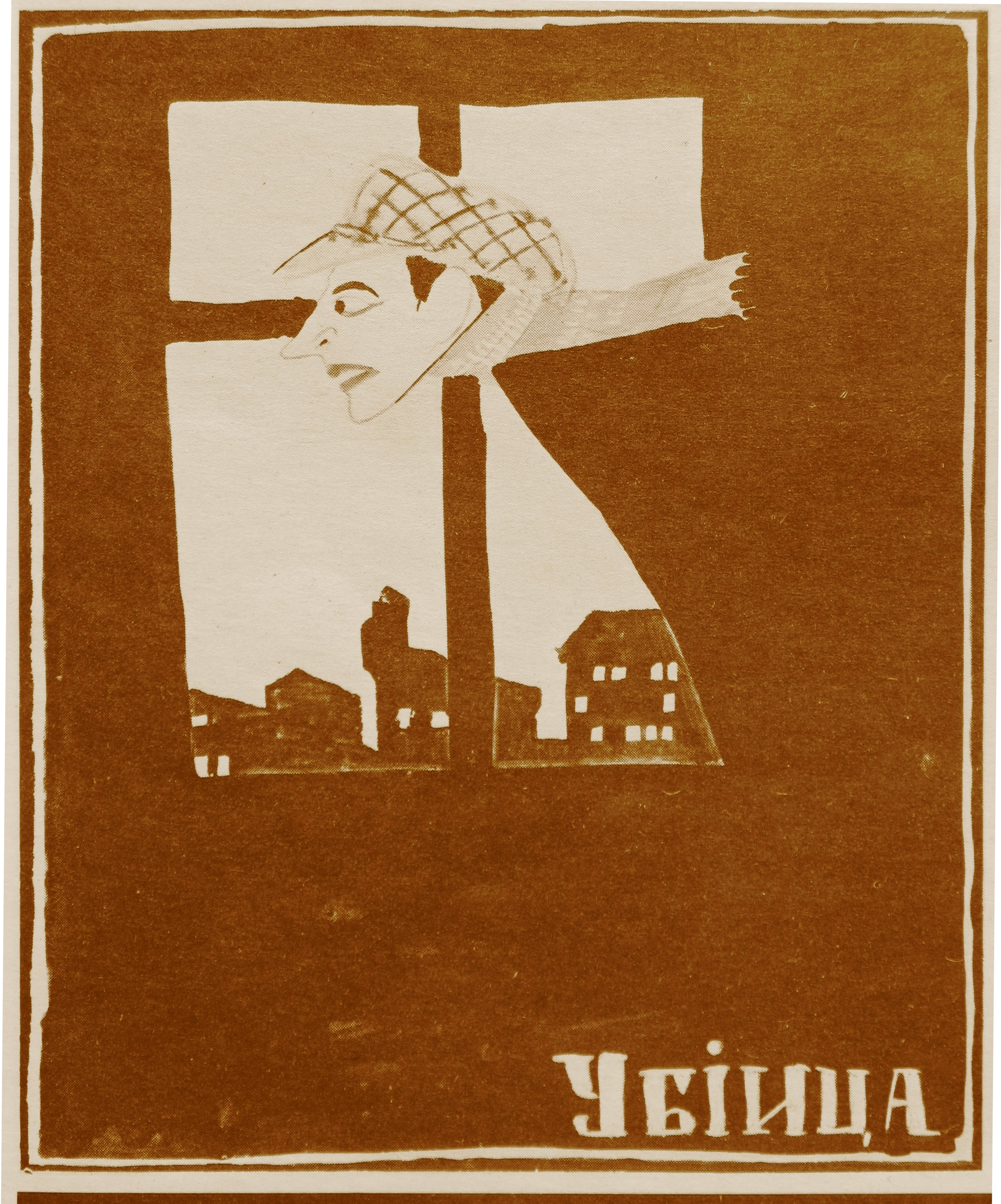
affiche sépia du film Le Tueur.
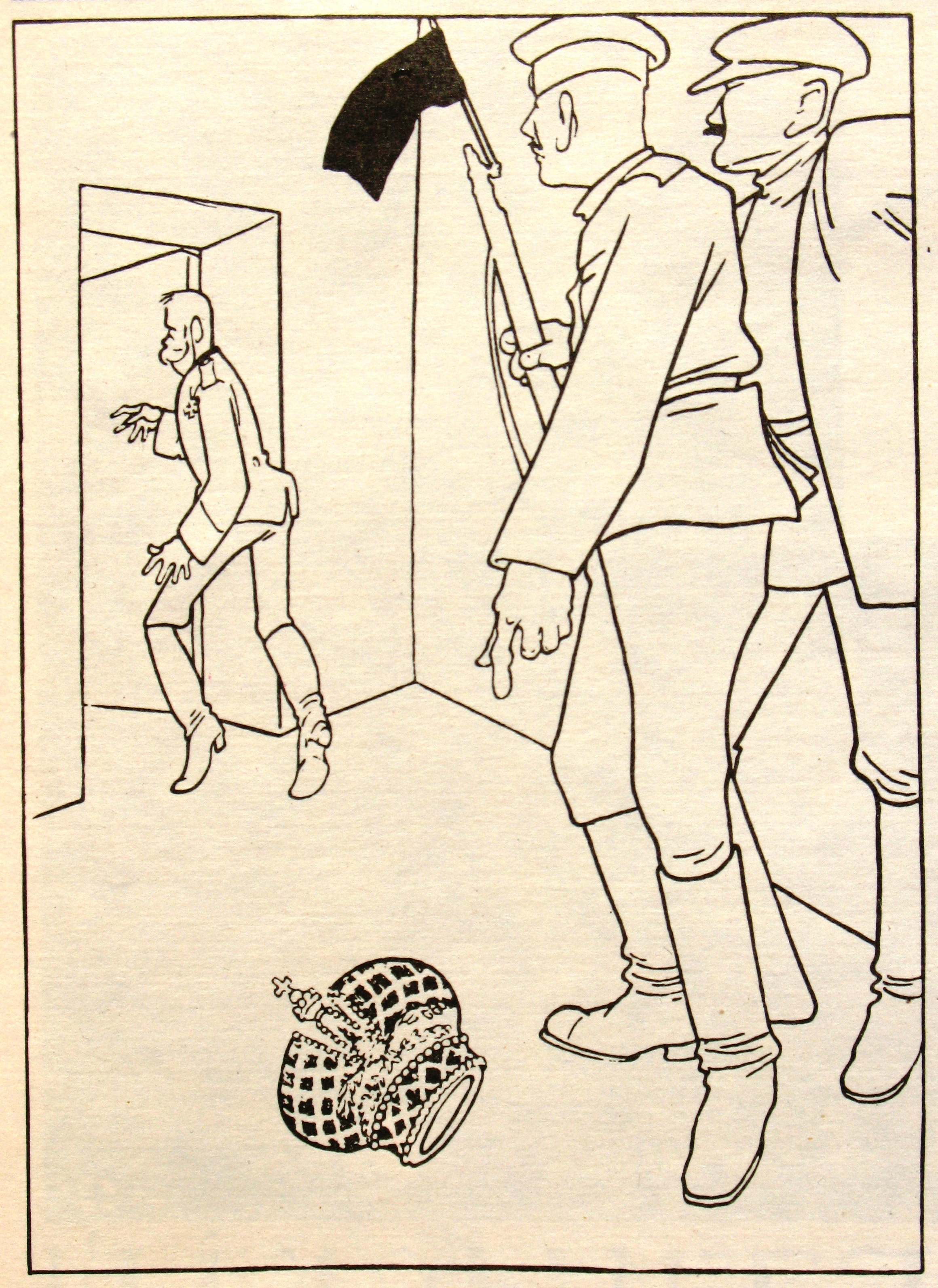
La Couronne 1917. Commentaire dans « Œuvres » 1917.
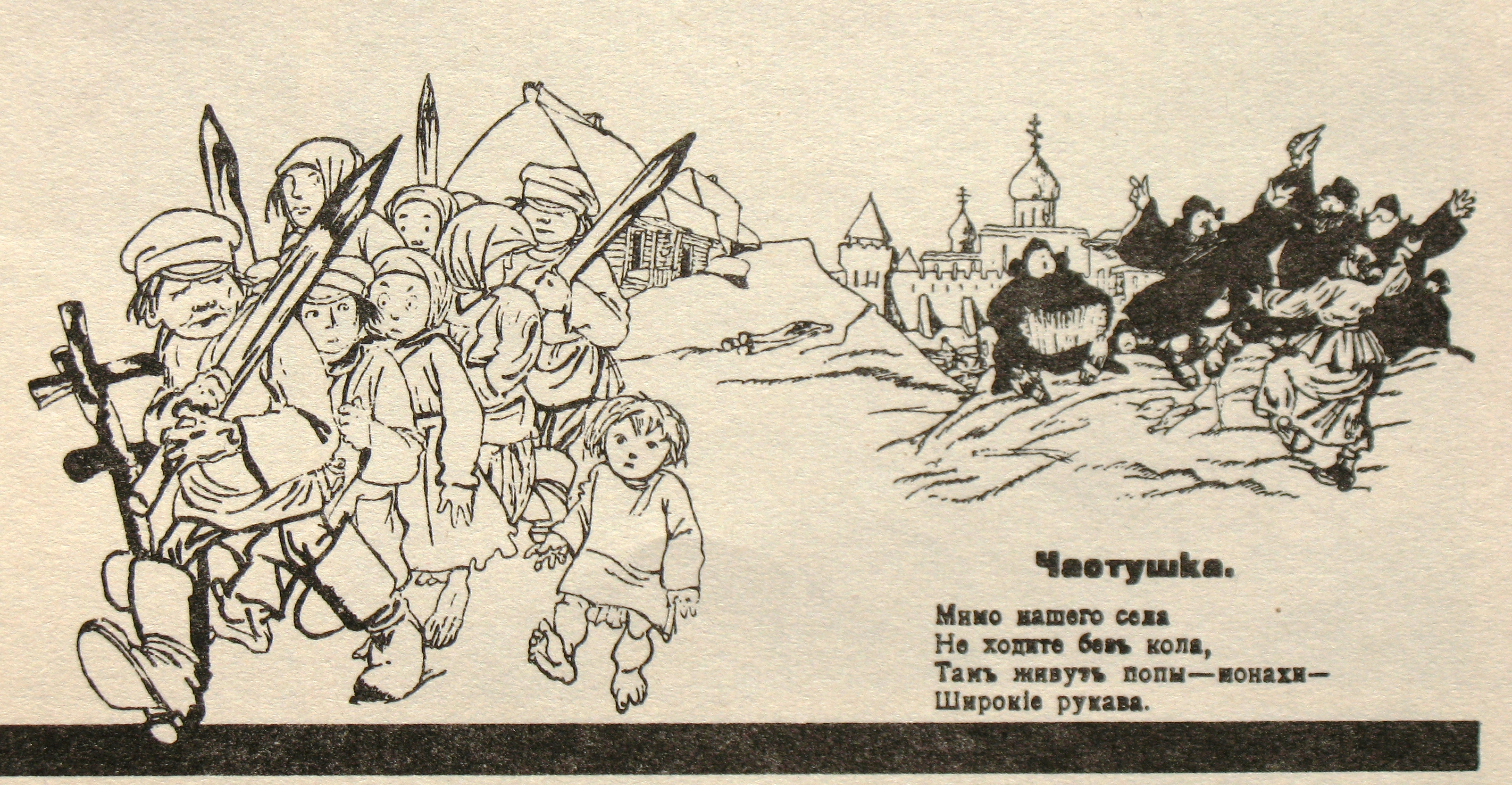
Le Passé de notre village. Voir commentaire dans « Œuvres » 1917.
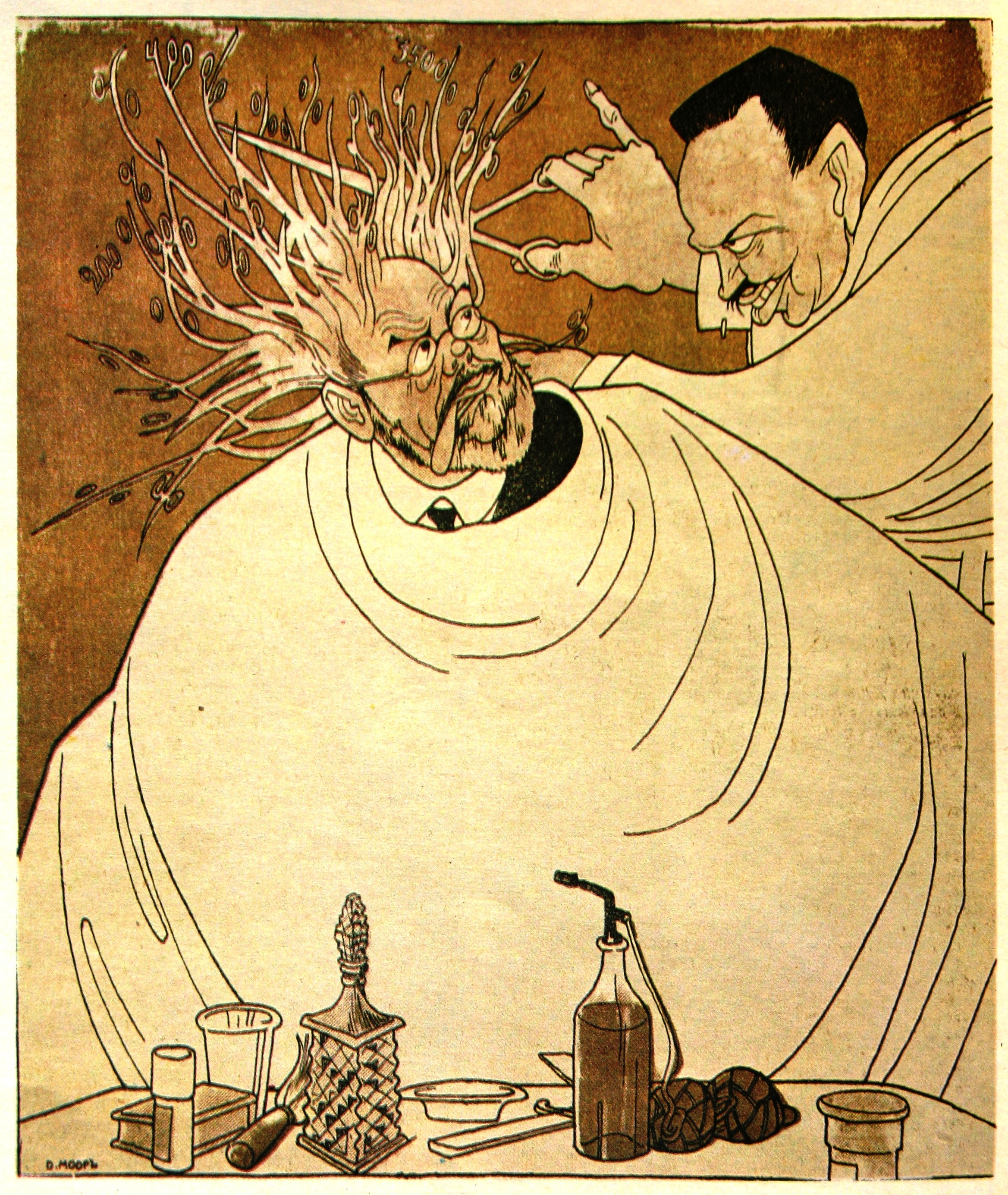
Coupe de cheveux. Voir commentaire dans « Œuvres » 1917.